# World Dance Council
Der World Dance Council (WDC, dt.: „Welttanzrat“) ist eine britische Aktiengesellschaft (Ltd.) und eine der beiden weltweiten Autoritäten für Tanz und Tanzsport. Präsident ist Donnie Burns.

## Geschichte
Der WDC wurde am 22. September 1950 in Edinburgh, Schottland von 22 professionellen Tänzern aus 12 Ländern als International Council of Ballroom Dancing (ICBD) gegründet. 1992 wurde das Unternehmen umbenannt in World Dance & Dance Sport Council (WD&DSC), am 1. Juni 2006 erhielt es seinen heutigen Namen.

## Struktur und Aufgaben
Der WDC umfasst zwei Sektionen: Das World Dance Sport Committee (engl. „Welt-Tanzsport-Komitee“) und das World Social Dance Committee (engl. etwa „Welt-Gesellschaftstanz-Komitee“).
Das Komitee steht unter Vorsitz des Niederländers Fred Bijster und propagiert den professionellen Tanzsport. Es verwaltet die Register der internationalen Mitgliedsverbände, Wertungsrichter und professionellen Tanzsportler, gibt Wettkampfregeln, Titel und Trainerausbildungsanforderungen vor und vergibt die Standard- und Latein-Tanzsportweltmeisterschaften an nationale Verbände. Die deutschsprachigen Mitglieder dieser Sektion sind der Deutsche Professional Tanzsportverband, der Professional Tanzsport Verband Österreichs und der Schweizer Tanzsport Verband.
Die Gesellschaft unter Vorsitz des Wertungsrichters und Präsidenten des niederländischen professionellen Tanzsportverbands Marcel de Rijk propagiert Amateurtanzsport und Tanzen als Freizeitvergnügen. Es organisiert das weltweite Miteinander der nationalen Tanzschul- und Tanzlehrerverbände, gibt Richtlinien für Tanzlehrerausbildungen und Amateurturniere vor und wählt jährlich den „internationalen Tanz des Jahres“. Die deutschsprachigen Mitglieder dieser Sektion sind der Allgemeine Deutsche Tanzlehrerverband, der Verband der Tanzlehrer Österreichs und der Schweizer Verband Swiss Dance.

## Streitigkeiten mit der IDSF/WDSF
Im Tanzsport gibt es zwei Spitzenverbände: Den WDC und die World Dance Sport Federation (WDSF, engl. „Welttanzsportvereinigung“).
Mit der Wahl des neuen WDSF-Präsidenten Carlos Freitag im Jahr 2006, änderte die WDSF (damals noch IDSF, „International Dance Sport Federation“) den bisher verfolgten Kurs: Sie kündigte eigene Profi-Weltmeisterschaften an, die mit den bisherigen Standard-/Latein-Weltmeisterschaften des WDC in Konkurrenz stehen. Weiter sprach sie den neu geformten Räten des WDC zwar volle Unterstützung zu, gab aber gleichzeitig an, man müsse die Formierung von „Pseudo-Verbänden“ verhindern.
Bisher deckte der WDC den Profibereich im Tanzsport ab, und die WDSF war im Bereich der Amateure tätig. Seitens beider Verbände wird nun in den sprichwörtlichen Gewässern des jeweils anderen gefischt. Der WDC kürte 2005 durch den Tochterverband IDU einen zweiten Amateurweltmeister. Die WDSF zog die logische Konsequenz aus diesem Verhalten und veranstaltete Anfang 2007 Profiweltmeisterschaften. Dazu wurde mit dem International Professional Dancesport Council (IPDSC) ein zweiter Profiverband gegründet (seit 2010 WDSF Professional Division).
Die WDSF wird vom Internationalen Olympischen Komitee anerkannt und ist dadurch im Gegensatz zum WDC zur Einführung des Tanzsports als olympische Disziplin berechtigt.
Der WDC forderte professionelle Tanzsportler auf, sich gegen die Entscheidungen der WDSF zu stellen, indem sie nur an den „offiziellen“ WDC-Weltmeisterschaften teilnähmen. Wertungsrichter wurden ermutigt, die Beschränkung zu boykottieren, da mit Erwerb der WDSF-Wertungsrichter-Lizenz gleichzeitig die Anerkennung der WDSF als alleinigem Spitzenverband einhergehe.